# Stéphane Augé
Stéphane Augé (født 6. december 1974 i Pau) er en fransk tidligere landevejscykelrytter som kørte for ProTour-holdet Cofidis.

## Tour de France
- 2007 – udgik
- 2006 – 123. plads sammenlagt
- 2005 – 121. plads sammenlagt
- 2003 – udgik
- 2002 – 115. plads sammenlagt